# Liste des mangas de The Irregular at Magic High School
Cet article est un complément de l'article sur le light novel The Irregular at Magic High School. Il présente la liste des mangas adaptant différents arcs narratifs de la série et des spin-off.

## Listes des tomes

### Arc 1 -The Irregular at Magic High School: Enrôlement
| no | Japonais          | Japonais          | Français        | Français          |
| no | Date de sortie    | ISBN              | Date de sortie  | ISBN              |
| --- | ----------------- | ----------------- | --------------- | ----------------- |
| 1 | 10 septembre 2012 | 978-4-7575-3722-4 | 30 août 2019    | 978-2-3771-7237-5 |
| Liste des chapitres : - Chapitre 1 : Sœur brillante, frère médiocre - Chapitre 2 : Le nom de la fratrie - Chapitre 3 : Troubles - Chapitre 4 : Invitation - Chapitre 5 : Nomination et désignation - Chapitre 6 : Provocation x provocation                        |                   |                   |                 |                   |
| 2 | 26 janvier 2013   | 978-4-7575-3869-6 | 25 octobre 2019 | 978-2-3771-7248-1 |
| Liste des chapitres : - Chapitre 7 : Conflit personnel - Chapitre 8 : Désir - Chapitre 9 : Première tâche - Chapitre 10: Incident = Origine 1 - Chapitre 11: Incident = Origine 2 - Chapitre 12: Compétence cachée - Chapitre spécial : Rêve d'un jour de vacances |                   |                   |                 |                   |
| 3 | 27 juillet 2013   | 978-4-7575-4019-4 | 13 mars 2020    | 978-2-3771-7290-0 |
| Liste des chapitres : - Chapitre 13: Organisation secrète - Chapitre 14: La cause des terroristes - Chapitre 15: Négociation - Chapitre 16: Passage a l'acte - Chapitre 17: Subjugation                                                                            |                   |                   |                 |                   |
| 4 | 27 décembre 2013  | 978-4-7575-4191-7 | 10 juillet 2020 | 978-2-3771-7302-0 |
| Liste des chapitres : - Chapitre 18 : Épées et Magie (partie 1) - Chapitre 19 : Épées et Magie (partie 2) - Chapitre 20 : Contre-attaque - Chapitre 21 : Spécialiste - Chapitre Final : Épilogue                                                                   |                   |                   |                 |                   |

### Arc 2 -Mahōka kōkō no rettōsei: Kyūkōsen-hen
| no | Japonais          | Japonais          |
| no | Date de sortie    | ISBN              |
| -- | ----------------- | ----------------- |
| 1  | 10 avril 2014     | 978-4-7575-4272-3 |
| 2  | 10 septembre 2014 | 978-4-7575-4408-6 |
| 3  | 27 mars 2015      | 978-4-7575-4597-7 |
| 4  | 27 octobre 2015   | 978-4-7575-4785-8 |
| 5  | 27 juillet 2016   | 978-4-7575-5067-4 |

### Arc 3 -Mahōka kōkō no rettōsei: Yokohama sōran-hen
| no | Japonais          | Japonais          |
| no | Date de sortie    | ISBN              |
| -- | ----------------- | ----------------- |
| 1  | 10 avril 2014     | 978-4-7575-4273-0 |
| 2  | 10 septembre 2014 | 978-4-7575-4409-3 |
| 3  | 10 janvier 2015   | 978-4-7575-4532-8 |
| 4  | 27 juin 2015      | 978-4-7575-4681-3 |
| 5  | 27 novembre 2015  | 978-4-7575-4816-9 |

### Arc 4 -Mahōka kōkō no rettōsei: Tsuioku-hen
| no | Japonais          | Japonais          |
| no | Date de sortie    | ISBN              |
| -- | ----------------- | ----------------- |
| 1  | 10 juin 2014      | 978-4-04-866615-2 |
| 2  | 10 décembre 2014  | 978-4-04-869058-4 |
| 3  | 10 septembre 2015 | 978-4-04-865302-2 |

### Arc 5 -Mahōka kōkō no rettōsei: Raihōsha-hen
| no | Japonais          | Japonais          |
| no | Date de sortie    | ISBN              |
| -- | ----------------- | ----------------- |
| 1  | 27 juillet 2016   | 978-4-7575-5068-1 |
| 2  | 27 décembre 2016  | 978-4-7575-5208-1 |
| 3  | 9 juin 2017       | 978-4-7575-5367-5 |
| 4  | 10 mars 2018      | 978-4-7575-5619-5 |
| 5  | 10 août 2018      | 978-4-7575-5803-8 |
| 6  | 10 septembre 2018 | 978-4-7575-6279-0 |
| 7  | 10 septembre 2018 | 978-4-7575-6280-6 |

### Arc 6 -Mahōka kōkō no rettōsei: Double Seven-hen
| no | Japonais          | Japonais          |
| no | Date de sortie    | ISBN              |
| -- | ----------------- | ----------------- |
| 1  | 27 septembre 2017 | 978-4-7575-5491-7 |
| 2  | 27 juillet 2018   | 978-4-7575-5798-7 |
| 3  | 27 septembre 2019 | 978-4-7575-6323-0 |

### Mahōka kōkō no rettōsei: Natsuyasumi-hen
| no | Japonais        | Japonais          |
| no | Date de sortie  | ISBN              |
| -- | --------------- | ----------------- |
| 1  | 10 février 2017 | 978-4-04-892722-2 |
| 2  | 10 août 2017    | 978-4-04-892980-6 |
| 3  | 10 février 2018 | 978-4-04-893538-8 |

### Arc 7 -Mahōka kōkō no rettōsei: Kaichō senkyo-hen
| no | Japonais        | Japonais          |
| no | Date de sortie  | ISBN              |
| -- | --------------- | ----------------- |
| 1  | 10 octobre 2018 | 978-4-04-892722-2 |

### Arc 8 -Mahōka kōkō no rettōsei: Steeplechase-hen
| no | Japonais         | Japonais          |
| no | Date de sortie   | ISBN              |
| -- | ---------------- | ----------------- |
| 1  | 9 novembre 2019  | 978-4-04-912864-2 |
| 2  | 10 juin 2020     | 978-4-04-913235-9 |
| 3  | 10 décembre 2020 | 978-4-04-913568-8 |

### Arc 9 -Mahōka kōkō no rettōsei: Koto nairan-hen
| no | Japonais         | Japonais          |
| no | Date de sortie   | ISBN              |
| -- | ---------------- | ----------------- |
| 1  | 9 novembre 2019  | 978-4-04-912865-9 |
| 2  | 10 juin 2020     | 978-4-04-913236-6 |
| 3  | 10 décembre 2020 | 978-4-04-913569-5 |

### Arc 10 -Mahōka kōkō no rettōsei: Yotsuba keishō-hen
| no | Japonais          | Japonais          |
| no | Date de sortie    | ISBN              |
| -- | ----------------- | ----------------- |
| 1  | 10 septembre 2020 | 978-4-75-756840-2 |

### Arc 11 -Mahōka kōkō no rettōsei: Shizoku kaigi-hen
| no | Japonais          | Japonais          |
| no | Date de sortie    | ISBN              |
| -- | ----------------- | ----------------- |
| 1  | 10 septembre 2020 | 978-4-75-756839-6 |
| 1  | 26 décembre 2020  | 978-4-04-913569-5 |

## Séries dérivées

### Mahōka kōkō no yūtōsei
| no | Japonais                    | Japonais                                                                  |
| no | Date de sortie              | ISBN                                                                      |
| -- | --------------------------- | ------------------------------------------------------------------------- |
| 1  | 27 octobre 2012 7 juin 2013 | 978-4-04-891103-0 (ancienne édition) 978-4-04-891781-0 (nouvelle édition) |
| 2  | 10 juillet 2013             | 978-4-04-891782-7                                                         |
| 3  | 8 février 2014              | 978-4-04-866303-8                                                         |
| 4  | 27 septembre 2014           | 978-4-04-866916-0                                                         |
| 5  | 10 mars 2015                | 978-4-04-869309-7                                                         |
| 6  | 10 décembre 2015            | 978-4-04-865706-8                                                         |
| 7  | 10 août 2016                | 978-4-04-892176-3                                                         |
| 8  | 9 juin 2017                 | 978-4-04-892909-7                                                         |
| 9  | 9 avril 2018                | 978-4-04-893646-0                                                         |
| 10 | 27 mars 2019                | 978-4-04-912417-0                                                         |

### Yonkoma-hen
| no | Japonais          | Japonais          |
| no | Date de sortie    | ISBN              |
| -- | ----------------- | ----------------- |
| 1  | 10 mars 2015      | 978-4-04-869308-0 |
| 2  | 9 avril 2016      | 978-4-04-865872-0 |
| 3  | 9 juin 2017       | 978-4-04-892907-3 |
| 4  | 9 juin 2018       | 978-4-04-893844-0 |
| 5  | 26 août 2019      | 978-4-04-912700-3 |
| 6  | 26 septembre 2020 | 978-4-04-913415-5 |

### Mahōka kōkō no rettōsei: Hoshi o yobu shōjo
| no | Japonais        | Japonais          |
| no | Date de sortie  | ISBN              |
| -- | --------------- | ----------------- |
| 1  | 10 février 2018 | 978-4-04-893539-5 |
| 2  | 10 août 2018    | 978-4-04-893892-1 |

### Mahōka kōkō no rettōsei: Shiba Tatsuya ansatsu keikaku
| no | Japonais         | Japonais          |
| no | Date de sortie   | ISBN              |
| -- | ---------------- | ----------------- |
| 1  | 22 novembre 2019 | 978-4-04-064137-9 |
| 2  | 23 juin 2020     | 978-4-04-064713-5 |
| 3  | 23 décembre 2020 | 978-4-04-680185-2 |